# أبو الفضل المعموري
كان أبو الفضل المعموري مؤرخًا لسلطنة مغول الهند في عهد أورنكزيب ومؤلف كتاب تاريخ أورنكزيب، وتاريخ أبو الفضل المعموري، والمؤلف المشارك لشاه جهان ناما.